# And Their Name Was Treason
And Their Name Was Treason — перший студійний альбом американського рок-гурту A Day to Remember, що вийшов 10 травня 2005 року на лейблі Indianola Records. Альбом є єдиним релізом групи на лейблі Indianola, завдяки успіху цього альбому група у 2007 році підписала контракт з Victory Records. Декілька пісень альбому були написані у підліткові часи учасників групи. Записаний в спальні продюсера, альбом містить аудіо-цитати із декількох фільмів. Група гастролювала у Сполучених Штатах для просування альбому. Альбом був проданий накладом понад 10 000 екземплярів. Перевидання версії альбому під назвою Old Record вийшло в жовтні 2008 року лейблом Victory Records. Пізніше учасники групи зізналися, що вони були змушені перезаписати альбом на прохання власника лейбла Tony Brummel. Перевидання альбому попало на 16-е місце у Heatseekers Album Chart у США.

## Треклист
| #     | Назва                                               | Тривалість |
| ----- | --------------------------------------------------- | ---------- |
| 1.    | «Intro»                                             | 0:42       |
| 2.    | «Heartless»                                         | 2:46       |
| 3.    | «Your Way with Words Is Through Silence»            | 3:54       |
| 4.    | «A Second Glance»                                   | 2:53       |
| 5.    | «Casablanca Sucked Anyways»                         | 2:57       |
| 6.    | «You Should Have Killed Me When You Had the Chance» | 3:34       |
| 7.    | «If Looks Could Kill»                               | 3:18       |
| 8.    | «You Had Me at Hello»                               | 4:29       |
| 9.    | «1958»                                              | 4:29       |
| 10.   | «Sound the Alarm»                                   | 1:49       |
| 30:51 |                                                     |            |

| Old Record track listing | Old Record track listing                           | Old Record track listing |
| #                        | Назва                                              | Тривалість               |
| ------------------------ | -------------------------------------------------- | ------------------------ |
| 1.                       | «Intro '05»                                        | 0:35                     |
| 2.                       | «Heart Less»                                       | 2:53                     |
| 3.                       | «A 2nd Glance»                                     | 2:54                     |
| 4.                       | «Nineteen Fifty Eight»                             | 4:38                     |
| 5.                       | «If Looks Could Kill...»                           | 3:18                     |
| 6.                       | «U Had Me @ Hello»                                 | 4:35                     |
| 7.                       | «Casablanca Sucked Anyways.»                       | 2:57                     |
| 8.                       | «U Should[sic] of Killed Me When U Had the Chance» | 3:34                     |
| 9.                       | «Your Way with Words Is Through Silence!»          | 3:55                     |
| 10.                      | «Sound the Alarm V.2.0»                            | 1:49                     |

## Чарти
| Чарти (2008)                 | Найвища позиція |
| ---------------------------- | --------------- |
| U.S. Heatseekers Album Chart | 16              |